# Sînove, Stara Vîjivka
Sînove (în ucraineană Синове) este o comună în raionul Stara Vîjivka, regiunea Volînia, Ucraina, formată numai din satul de reședință.

## Demografie
Componența lingvistică a satului Sînove
     Ucraineană (99,53%)
     Alte limbi (0,47%)
Conform recensământului din 2001, majoritatea populației satului Sînove era vorbitoare de ucraineană (99,53%), existând în minoritate și vorbitori de alte limbi.